# Matt Bauder
Matt Bauder (Ann Arbor (Michigan), 1976) is een Amerikaanse jazzsaxofonist, -klarinettist en -componist.

## Biografie
Bauder is geboren en getogen in Ann Arbor, Michigan. Hij studeerde aan de University of North Texas in Denton (Texas) en behaalde een bachelor in beeldende kunst in jazz en hedendaagse improvisatie aan de University of Michigan in Ann Arbor. Hij woonde van 1999 tot 2001 in Chicago, waar hij deel uitmaakte van het modernjazz- en geïmproviseerde muziekcircuit van de stad, en ging vervolgens naar de graduate school aan de Wesleyan University in Middletown (Connecticut). Daar studeerde hij bij Anthony Braxton en behaalde een masterdiploma in compositie. Hij woonde een jaar in Berlijn en verhuisde naar New York in 2005.
In 2003 bracht Bauder zijn debuutalbum Weary Al of the Way uit bij 482 Music. Hij volgde dat in 2007 met het eerste album van zijn langjarige improvisatie-jazztrio Memorize the Sky, met Bauder op saxofoon, klarinet, basklarinet en percussie, Zach Wallace op bas, vibrafoon en percussie, en Aaron Siegel op drums en percussie. Bauder bracht nog twee albums uit met Memorize the Sky in 2008 en 2010.
Bauder is de orkestleider en speelt saxofoon en gitaar in het jazztrio Hearing Things, met JP Schlegelmilch op orgel en Vinnie Sperrazza op drums.
In 2001 formeerde Bauder de doowop jazzgroep White Blue Yellow & Clouds. Hij speelt saxofoon en gitaar in de groep en zingt ook leadzang op sommige nummers. Ze brachten Introducing White Blue Yellow & Clouds uit in 2007.  Het album bevat trompettist Peter Evans, bassist Jason Ajemian, Fred Thomas (van Saturday Looks Good to Me) en geluidskunstenaar Dan St. Clair. Op het album combineert de band doowop uit de jaren 1950, soul uit de jaren 1960 en Californische popmuziek met avant-gardistische accenten en bevat covers van God Only Knows van The Beach Boys, Lovers Never Say Goodbye door The Flamingos en Hushabye door The Mystics.
Bauder heeft twee albums uitgebracht met zijn jazzkwintet uit Brooklyn, Day in Pictures bij Clean Feed Records, het titelloze debuut uit 2010 en Nightshades uit 2014, met trompettist Nate Wooley, pianist Kris Davis , bassist Jason Ajemian en drummer Tomas Fujiwara. Bauder speelde tenorsaxofoon en componeerde de nummers op beide albums.
In 2014 trad hij toe tot de toerbezetting van Arcade Fire en bleef bij de band tot 2016. Hij speelde saxofoon en klarinet op twee nummers op Arcade Fire-lid Will Butlers debuutalbum uit 2015 Policy. Hij toerde ook met Iron & Wine, speelde in de Broadway productie van Fela!  en werkte aan tal van projecten samen met performancekunstenaar Aki Sasamoto, waaronder de installatie Centripetal Run uit 2012, waarvoor Bauder saxofoon, drums en gitaar speelde, soms tegelijkertijd. Bauder treedt regelmatig op met Harris Eisenstadts kwintet Canada Day en is ook verschenen op opnamen van het Exploding Star Orchestra, Taylor Ho Bynum, Anthony Braxton, Rob Mazurek en Harris Eisenstadt.

## Discografie

### Albums
- 2003:	Weary Already of the Way (Matt Bauder) - (cd/download, 482 Music)
- 2007:	Memorize the Sky (Memorize the Sky) - (cd/download, 482 Music)
- 2007:	Introducing White Blue Yellow & Clouds (White Blue Yellow & Clouds) - (cd, I and Ear Records)
- 2008:	In Former Times (Memorize the Sky) - (cd/download, Clean Feed Records)
- 2010:	Paper Gardens (Matt Bauder) - (cd/download, Porter Records)
- 2010:	Day in Pictures (Matt Bauder and Day in Pictures) - (cd/download, Clean Feed Records)
- 2010:	Creeks (Memorize the Sky) - (lp/cd/download, Broken Research)
- 2014:	Nightshades (Matt Bauder and Day in Pictures) - (cd/download, Clean Feed Records)

### Ep's
- 2003:	Object 3 (Matt Bauder) - (cd, Locust)

### Singles
- 2015: Stalefish / Transit of Venus (Hearing Things) - (7", Hawk Records)

### Verschijnt op
| Jaar          | Album                                                      | Artiest                                   | Instrument                    |
| ------------- | ---------------------------------------------------------- | ----------------------------------------- | ----------------------------- |
| 1999          | Explosion: Cerebral                                        | Explosion: Cerebral                       | Saxofoon, componist           |
| 2000          | Childish Delusions                                         | Bill Brovoid                              | Saxofoon                      |
| 2001          | Tramps, Traitors and Little Devils                         | Drag City Supersession                    | Strings, reeds                |
| 2001          | H.O.M.E.S., Vol. 1                                         | The Original Brothers and Sisters of Love | Klarinet, saxofoon            |
| 2002          | When Flowers Covered the Earth                             | Warren Defever                            | Saxofoon                      |
| 2002          | The Big Bang                                               | King Kong                                 | Saxofoon                      |
| 2002          | Last Night                                                 | His Name Is Alive                         | Saxofoon                      |
| 2003          | The Howling Hex                                            | Neil Michael Hagerty                      | Saxofoon                      |
| 2003          | All Your Summer Songs                                      | Saturday Looks Good to Me                 | Saxofoon                      |
| 2005          | 2 + 2 Compositions                                         | Anthony Braxton                           | Klarinet, saxofoon, componist |
| 2006          | Fugitive Pieces                                            | Reuben Radding                            | Klarinet, saxofoon            |
| 2006          | Continuum                                                  | Reminder                                  | Klarinet                      |
| 2007          | We Are All From Somewhere Else                             | Exploding Star Orchestra                  | Klarinet, saxofoon            |
| 2007          | The Middle Picture                                         | Tyler Ho Bynum                            | Klarinet, saxofoon            |
| 2008          | Bill Dixon with Exploding Star Orchestra                   | Exploding Star Orchestra                  | Klarinet, saxofoon            |
| 2008          | Six Lines of Transformation; Music for Eight Bamboo Flutes | Andrew Raffo Dewar                        | Klarinet                      |
| 2009          | Running With the Wasters                                   | The Takeover UK                           | Saxofoon                      |
| 2009          | Luminosity                                                 | Matthew Welch                             | Klarinet                      |
| 2009          | Garabatos Volume One                                       | Positive Catastrophe                      | Klarinet, saxofoon            |
| 2009          | Canada Day                                                 | Harris Eisenstadt                         | Saxofoon                      |
| 2009          | Asphalt Flowers Forking Paths                              | Tyler Ho Bynum                            | Klarinet, saxofoon            |
| 2010          | Stars Have Shapes                                          | Exploding Star Orchestra                  | Klarinet, saxofoon            |
| 2010          | Ashcan Rantings                                            | Adam Lane's Full Throttle Orchestra       | Saxofoon                      |
| 2011          | The House of Friendly Ghosts, Vol. I                       | The Sway Machinery                        | Saxofoon                      |
| 2011          | Hothouse Stomp                                             | Ghost Train Orchestra                     | Saxofoon                      |
| 2011          | Staring at the X                                           | Forest Fire                               | Saxofoon                      |
| 2011          | People Change                                              | Nat Baldwin                               | Klarinet                      |
| Canada Day II | Harris Eisenstadt                                          | Saxofoon                                  |                               |
| 2012          | Dibrujo, Dibrujo, Dibrujo…                                 | Positive Catastrophe                      | Saxofoon                      |
| 2013          | Dome Branches: The MVP Demos                               | Nat Baldwin                               | Klarinet                      |
| 2013          | True Hallucinations                                        | Ex Cops                                   | Saxofoon                      |
| 2013          | B-Room                                                     | Dr. Dog                                   | Saxofoon                      |
| 2014          | Live in Ljubljana                                          | Adam Lane's Full Throttle Orchestra       | Saxofoon                      |
| 2015          | The Gravity of Our Commitment                              | Never Enough Hope                         | Saxofoon                      |
| 2015          | Policy                                                     | Will Butler                               | Klarinet, saxofoon            |
| 2015          | How You Look When You're Falling Down                      | Birthmark                                 | Klarinet, saxofoon            |
| 2015          | Canada Day IV                                              | Harris Eisenstadt                         | Saxofoon                      |
| 2016          | Sorrow: A Reimagining of Gorecki's 3rd Symphony            | Colin Stetson                             | Saxofoon                      |
| 2016          | Life's a Real Dream                                        | Lard Dog & The Band of Shy                | Saxofoon, zang                |
| 2016          | Matter Anti-Matter                                         | Exploding Star Orchestra                  | Saxofoon                      |
| 2016          | Enter the Plustet                                          | Taylor Ho Bynum                           | Saxofoon                      |
| 2017          | On Parade in Parede                                        | Harris Eisenstadt                         | Saxofoon                      |

- Bibsys: 9056477
- Bibliothèque nationale de France: cb15962212p (data)
- International Standard Name Identifier: 0000 0000 4590 7475
- Library of Congress Control Number: no2004021957
- MusicBrainz: 7a283041-906d-42f5-a2ea-3745418c82a4
- Système universitaire de documentation: 156838354
- Virtual International Authority File: 24306585
- WorldCat: E39PBJghjvGYfPQG3MM9RXXfMP